# Пиксибоб
Пикси-боб (короткохвостый эльф) — порода кошек, своей внешностью копирующая дикую рысь.

## Возникновение породы
Селекционеры целенаправленно старались получить кошку, внешне похожую на рысь. Проводилось скрещивание домашних кошек с дикими короткохвостыми лесными котами, обитающими в лесах США и Канады.
Однако эти случайные скрещивания были безрезультатны до 80-х годов XX века, когда Э. К. Бревер получила потомство, в котором оказалась кошка, окрасом и сложением похожая на рысь. Кошку назвали Пикси, что в переводе с английского означает «Эльф» или «Фея». Таким образом родилась порода пикси-боб, то есть «короткохвостый эльф».
Порода была зарегистрирована в TICA в 1995 году. Признана WCF и пока не признана FIFe. Порода признана большинством фелинологических систем: TICA, ACFA, WCF, CCA, FARUS и т. п.

## Отличительные черты
Главный породный признак пиксибоба, это его внешнее сходство с дикой рысью. При этом кошки пиксибоб обладают мягким, доверчивым характером. Хорошо поддаются обучению. Представители данной породы имеют следующие отличительные черты:
- Глаза — глубоко посаженные, в большой степени закрытые, по форме образуют закрытый мягкий треугольник среднего размера.
- Грушеобразная голова;
- Крупный подбородок;
- Массивное тело;
- Достаточно крупного размера;
- Глубокая линия паха;
- Крупные крепкие лапы;
- Низко посаженный короткий хвост;
- Избыточная кожа в области живота.
- Бакенбарды как у рыси;
- Рысьи кисточки желательны;
- Окрас — все оттенки Brown Spotted Tabby мышиного цвета; интенсивный тикинг.
- Допустима полидактилия (многопальцевость).
- Представлены короткошерстной и полудлинношерстной группой.
- По характеру доверчивые, послушные, поддающиеся обучению.
- Обладают крепким здоровьем.
- Неприхотливые в быту.